# Щеглов Олексій Михайлович
Олексій Михайлович Щеглов (15 березня 1908, Томськ — 12 листопада 1980, Харків) — театральний художник, педагог,  графік, ілюстратор, карикатурист. Член Харківського відділення Спілки художників України (1958), член Спілки театральних діячів України, персональний член UNIMA (Міжнародна Спілка діячів театру ляльок). Один з фундаторів кафедри акторської майстерності та режисури театру анімації у Харківському інституті  мистецтв. Син Михайла Щеглова.

## Життєпис
Народився 15 березня 1908 року в родині художника М. М. Щеглова.
Навчався на декораційному відділенні Харківської художньої профшколи (1924—1925).
Закінчив Харківський художній інститут (1930; викладачіІ. І. Падалка та О. В. Маренков).
1929 року розпочав роботу як театральний художник — оформив виставу «Орфей у пеклі» Ж. Оффенбаха в Першому державному Українському театрі музичної комедії в Харкові (нині Харківський академічний театр музичної комедії).
У 1929—1935 рр. працював  у Харківському театрі робітничої молоді. З 1936 — художник-постановник у театрах Донецька, Харкова, Києва та інших міст.
У 1955—1980 рр. — головний художник Харківського театру ляльок (нині Харківський державний академічний театр ляльок імені В. А. Афанасьєва).
Працював у Харківському інституті  мистецтв (нині Харківський національний університет мистецтв імені  Івана Котляревського), викладав на кафедрі театру ляльок (1969—1980). 1977 року відродив мистецтво українського вертепного театру. З того часу постановка вертепу стала обов’язковою у програмі підготовки акторів і режисерів театру ляльок.
З 1934 брав участь в республіканських, всесоюзних і міжнародних художніх виставках. Персональні виставки: Харків (1954―1955, 1958, 1960, 1965, 1966, 1978); Київ (1960); Одеса (1976). Учасник міжнародних фестивалів театрів ляльок.
Помер 12 листопада 1980 року в Харкові.

## Творчість
Вибрані театральні роботи:
- Донецький драматичний театр — «Міщани» М. Горького (1937);
- Київський театр ім. І. Франка — «Не судилось» М. Старицького, «Гані алмаза» Ю. Бобошка, В. Гончарова, П. Пассеки (обидва — 1959)[1];
- Харківський театр ім. Шевченка — «День чудових обманів» Р. Шерідана (1960);
- Харківський Театр Юного Глядача — «Божественна комедія» І. Штока (1964);
- Харківський театр ляльок (1955—1980) — «Чортів млин» Я. Дрди та І. Штока, «Божественна комедія» І. Штока, «Чарівна калоша» Г. Матвєєва, «Прекрасна Галатея» Б. Гадора, «Веселі ведмежата» М. Поліванової, «Український вертеп», «Скарб Сильвестра» А Вагенштайна та ін.

Олексій Щеглов був прекрасним монументалістом — за його ескізами оформлена харківська станція метро «Центральний ринок», на фасаді театру ляльок його мозаїчне панно.
Працював як художник-карикатурист, створював карикатури до творів В. Маяковського.